# Liste der Kulturdenkmale in Ettelbrück
In der Liste der Kulturdenkmale in Ettelbrück sind alle Kulturdenkmale der luxemburgischen Gemeinde Ettelbrück aufgeführt (Stand: 15. Juli 2025).

## Kulturdenkmale nach Ortsteil

### Ettelbrück
| Bild                                     | Bezeichnung                                 | Lage                                                    | Beschreibung | Stufe | Eingetragen seit   |
| ---------------------------------------- | ------------------------------------------- | ------------------------------------------------------- | --- | ----- | ------------------ |
| Wohn- und Geschäftshaus                  | Wohn- und Geschäftshaus                     | 61, Grand-Rue/5, rue Guillaume (Karte)                  | errichtet 1908 | PCN   | 29. Januar 2010    |
| Wohngebäude                              | Wohngebäude                                 | 35, avenue Lucien Salentiny (Karte)                     | | PCN   | 12. Februar 2010   |
| Weitere Bilder                           | Synagoge                                    | 20, rue de Warken (Karte)                               | Im Jahr 1865 kaufte der Vorsitzende der jüdischen Gemeinde Ettelbrück Joseph Cahen einen acht Hektar großen Garten und ließ dort mit einem staatlichen Zuschuss von 9850 Franken eine Synagoge errichten, die am 23. Dezember 1870 von Rabbiner Michel Sopher feierlich eingeweiht wurde. Außerdem entstand eine Mikwe, die in den Boden eingebaut ist und 2,55 Meter lang, 1,15 Meter breit und 0,65 Meter tief war. Der Zugang zur Mikwe erfolgte nicht von der Synagoge, sondern von außen durch eine Seitentür. Die Existenz dieser Mikwe wurde erst 2021 nachgewiesen. Im Dezember 1940 wurde die Synagoge geschlossen und die Menora zerbrochen. Nach dem Krieg kehrten nur neun Familien nach Ettelbrück zurück. Im Jahr 1962 war die letzte religiöse Feier in der Synagoge. Die Gemeinde vermietete das Gebäude an einen Teppichhändler und dann an die Stadt, die es 2018 für einen symbolischen Euro erwarb. | PCN   | 6. Dezember 2017   |
| ehemalige jüdische Schule                | ehemalige jüdische Schule                   | 22, rue de Warken (Karte)                               | Die alte jüdische Schule in der Rue de Warken Nr. 22 wurde 1890 mit Unterstützung des Gemeinderates errichtet. Sie entstand neben der Synagoge mit einer Wohnung für den Schulmeister. Der kleine zweigeschossige Putzbau ist heute Wohngebäude. | PCN   | 6. Dezember 2017   |
| Gebäude                                  | Gebäude                                     | 28, rue de Warken (Karte)                               | | PCN   | 6. Dezember 2017   |
| Weitere Bilder                           | römisch-katholischer und jüdischer Friedhof | rue du Cimetière (Karte)                                | Im Jahr 1881 erteilte der Ettelbrücker Gemeinderat die Zustimmung zum Bau eines jüdischen Friedhofs im Ditgesbach. Am 11. Juni 1882 wurde der 8-jährige Auguste Levy dort begraben. Im Jahr 2005 wurde Yvonne Moïse als letzte dort beerdigt. Auf dem jüdischen Friedhof wurden insgesamt 199 Menschen bestattet. | PCN   | 6. Dezember 2018   |
| Weitere Bilder                           | Lycée technique agricole                    | Rue de l’École Agricole/Avenue Lucien Salentiny (Karte) | Die landwirtschaftliche Fachoberschule wurde 1883 gegründet und befand sich zunächst im Gebäude der ehemaligen Brauerei Schmit-Gengler. Im Jahr 1929 begann der Bau eines neuen Schulgebäudes nach den Plänen des Staatsarchitekten Paul Wigreux an der Avenue Salentiny, das 1932 eingeweiht wurde. Nach dem Zweiten Weltkrieg wurde der Schulbetrieb wieder aufgenommen. Zwischen 2017 und 2021 wurde ein zusätzliches Gebäude errichtet. | PCN   | 29. März 2019      |
|                                          | Gebäudeensemble                             | Avenue des Allies (Karte)                               | Häuser Nr. 1, 2, 3, 4, 5, 11, 13, 14, 17, 21, 24, 29, 31, 35 und 36 auf dem Denkmalschutzplan | PCN   | 22. November 2019  |
| Wohngebäude                              | Wohngebäude                                 | 19, rue Abbé Henri Muller (Karte)                       | | PCN   | 8. Januar 2021     |
| Weitere Bilder                           | Gebäude                                     | „Kalkesdelt“ (Karte)                                    | | PCN   | 24. Juni 2021      |
| Gebäude                                  | Gebäude                                     | 60, rue de l’Ecole Agricole (Karte)                     | | PCN   | 27. Januar 2023    |
|                                          | Gebäude „Herckmannsmillen“                  | 65, Grondwee (Karte)                                    | | PCN   | 15. November 2023  |
| ehemaliges Pfarrhaus                     | ehemaliges Pfarrhaus                        | 3, place de l’Hôtel de Ville (Karte)                    | erbaut 1726 | IS    | 25. Oktober 1945   |
| Gebäude                                  | Gebäude                                     | 7, Grand-Rue (Karte)                                    | | IS    | 23. März 2009      |
| Gebäude                                  | Gebäude                                     | 9, Grand-Rue (Karte)                                    | | IS    | 23. März 2009      |
| Gebäude                                  | Gebäude                                     | 13, Grand-Rue (Karte)                                   | | IS    | 23. März 2009      |
| Gebäude                                  | Gebäude                                     | 15, Grand-Rue (Karte)                                   | | IS    | 23. März 2009      |
| Gebäude                                  | Gebäude                                     | 1, rue de Bastogne (Karte)                              | | IS    | 23. März 2009      |
| Gebäude                                  | Gebäude                                     | 3, rue de Bastogne (Karte)                              | | IS    | 23. März 2009      |
| Gebäude                                  | Gebäude                                     | 27 und 29, rue Prince Henri (Karte)                     | | IS    | 23. März 2009      |
| Weitere Bilder                           | Pfarrkirche                                 | place de l’Église (Karte)                               | erbaut 1864 | IS    | 12. September 2017 |
| Gebäude                                  | Gebäude                                     | 127, avenue J-F Kennedy (Karte)                         | | IS    | 20. November 2018  |
|                                          | Gebäudeensemble                             | (Karte)                                                 | als Haus Nr. 7, 8, und 32 auf dem Denkmalschutzplan verzeichnet (ehemaliges Krankenhaus) | IS    | 31. Juli 2019      |
| Trockenmauer entlang des Hügels „Haardt“ | Trockenmauer entlang des Hügels „Haardt“    | rue de l‘Ecole Agricole (Karte)                         | | IS    | 23. Dezember 2019  |

### Grenzingen
| Bild           | Bezeichnung | Lage                 | Beschreibung | Stufe | Eingetragen seit |
| -------------- | ----------- | -------------------- | --- | ----- | ---------------- |
| Weitere Bilder | Kapelle     | an der CR345 (Karte) | Die Kapelle wurde 1773 im barocken Stil als Privatkapelle eines Jesuitenpriesters errichtet. Auf Geheiß von Papst Clemens XIV. wurde sie entweiht. Im Jahr 1985 tauschte die Baroness de Broqueville die in schlechtem Zustand befindliche Kapelle mit der Gemeinde Ettelbrück gegen mehrere Grundstücke. Zwischen 1985 und 1987 wurde die Kapelle von der Gemeinde renoviert und am 18. September 1987 von Bischof Jean Hengen wieder geweiht. Im Jahr 2021 wurde die Kirche erneut entweiht und leergeräumt. Der kleine Putzbau mit Dachreiter auf der Giebelseite besitzt drei unregelmäßig verteilte Fensterachsen auf der Langseite. | PCN   | 2. März 2018     |

### Warken
| Bild           | Bezeichnung | Lage                     | Beschreibung | Stufe | Eingetragen seit  |
| -------------- | ----------- | ------------------------ | --- | ----- | ----------------- |
| Weitere Bilder | Kapelle     | rue de Welscheid (Karte) | Eine erste Kapelle wurde 1645 als Privatkapelle für Peter Grals und Nikolaus Arenz von Niederwarken erbaut und bald durch die gesamte Kirchengemeinde genutzt. Da die alte Kapelle Ende des 19. Jahrhunderts baufällig war und den Verkehr behinderte, beschloss der Gemeinderat im Jahr 1900, an anderer Stelle eine neue Kapelle zu errichten. Die neue Kapelle wurde von 1902 bis 1904 nach Plänen des Architekten Jean-Pierre Knepper-Gloesener und des Unternehmers J.-P. Hipp gebaut. Seit 2016 gehört die Kapelle der Gemeinde Ettelbrück und wurde Anfang 2021 zu einem Ort für kulturelle Veranstaltungen umgebaut. | IS    | 14. November 2017 |

Legende: PCN – Immeubles et objets bénéficiant des effets de classement comme patrimoine culturel national; IS – Immeubles et objets inscrits à l’inventaire supplémentaire

## Quelle
- Liste des immeubles et objets beneficiant d’une protection nationales, Nationales Institut für das gebaute Erbe, Fassung vom 11. Juli 2022, S. 36 f. (PDF)

- Karte mit allen Koordinaten:
- OSM |
- WikiMap

Bad Mondorf |
Bartringen |
Bauschleiden |
Bech |
Beckerich |
Befort |
Berdorf |
Bettemburg |
Bettendorf |
Betzdorf |
Bissen |
Biwer |
Burscheid |
Bous-Waldbredimus |
Clerf |
Colmar-Berg |
Consdorf |
Contern |
Dalheim |
Diekirch |
Differdingen |
Dippach |
Düdelingen |
Echternach |
Ell |
Ernztalgemeinde |
Erpeldingen an der Sauer |
Esch an der Alzette |
Esch an der Sauer |
Ettelbrück |
Fels |
Feulen |
Fischbach |
Flaxweiler |
Frisingen |
Garnich |
Goesdorf |
Grevenmacher |
Grosbous-Wahl |
Habscht |
Heffingen |
Helperknapp |
Hesperingen |
Junglinster |
Käerjeng |
Kayl |
Kehlen |
Kiischpelt |
Koerich |
Kopstal |
Lenningen |
Leudelingen |
Lintgen |
Lorentzweiler |
Luxemburg |
Mamer |
Manternach |
Mersch |
Mertert |
Mertzig |
Monnerich |
Niederanven |
Nommern |
Parc Hosingen |
Petingen |
Préizerdaul |
Pütscheid |
Rambruch |
Reckingen/Mess |
Redingen/Attert |
Reisdorf |
Remich |
Roeser |
Rosport-Mompach |
Rümelingen |
Saeul |
Sandweiler |
Sassenheim |
Schengen |
Schieren |
Schifflingen |
Schüttringen |
Stadtbredimus |
Stauseegemeinde |
Steinfort |
Steinsel |
Strassen |
Tandel |
Ulflingen |
Useldingen |
Vianden |
Vichten |
Waldbillig |
Walferdingen |
Weiler zum Turm |
Weiswampach |
Wiltz |
Winseler |
Wintger |
Wormeldingen